# Viðareiði
Viðareiði (dánul: Viderejde) település Feröer Viðoy nevű szigetén. Közigazgatásilag Viðareiði község egyetlen települése.

## Földrajz
Viðareiði a sziget északkeleti csúcsán fekszik; Feröer legészakibb fekvésű települése. Innen indulva érhető el gyalogosan az ország legészakibb pontja, az Enniberg-fok, amely Európa legmagasabb tengeri sziklafala.

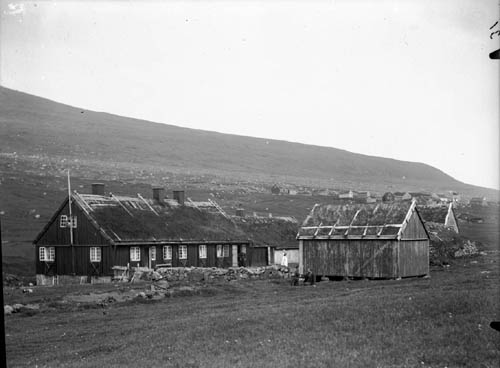
Viðareiði 1899-ben

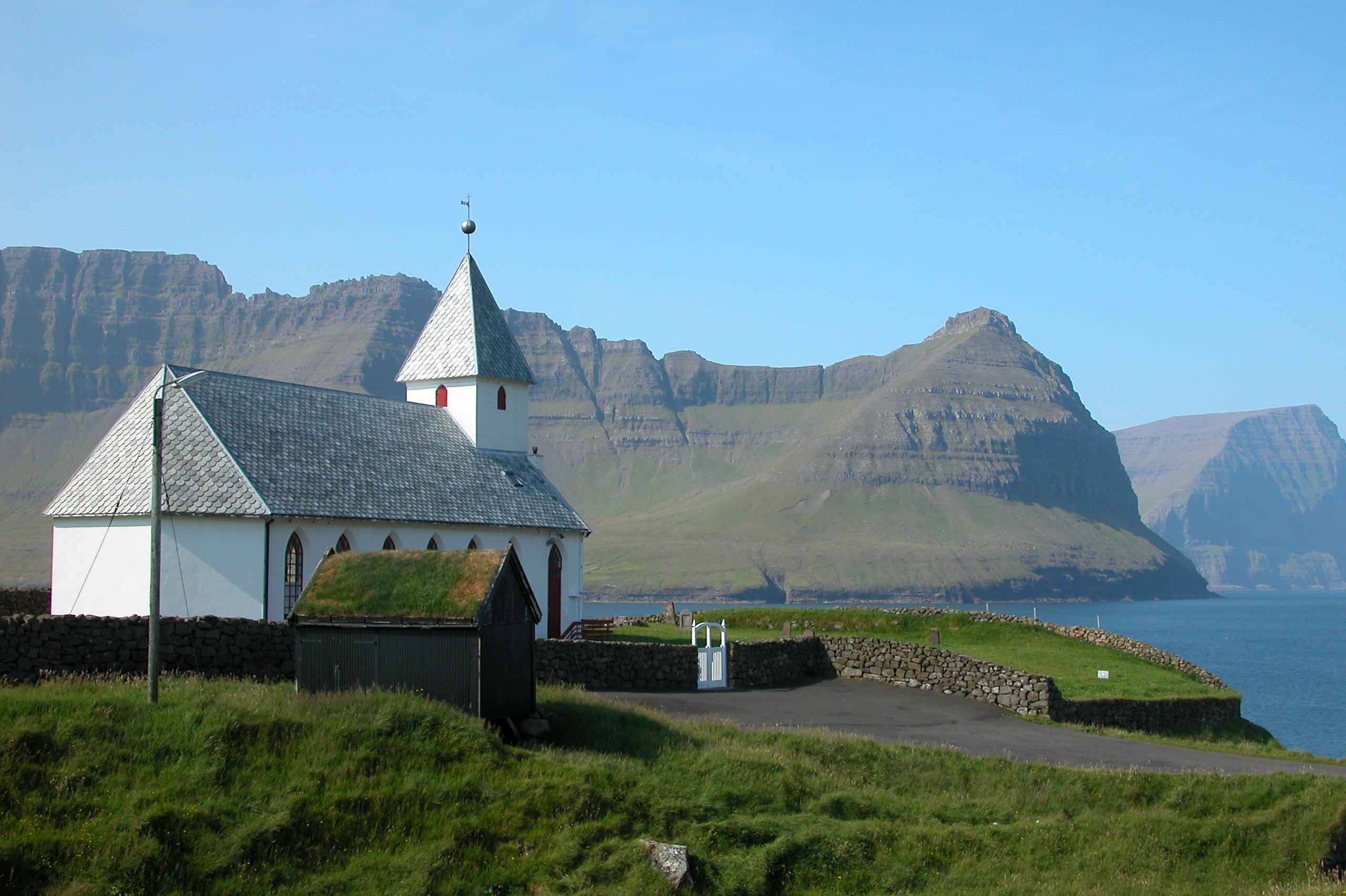
Viðareiði temploma, a háttérben Svínoy szigete

## Történelem
Első írásos említése az 1350-1400 között írt Kutyalevélben található.
A 17. század végén egy vihar romba döntötte a templomot, és a temető egy részét is a tengerbe mosta. A hagyomány szerint számos koporsó Hvannasundnál vetődött partra, ahonnan visszaszállították és újból eltemették őket. A lelkészlak Feröer egyik legszebb háza; itt élt Beinta Broberg, akiről Jørgen-Frantz Jacobsen Barbara című regényének főhősét mintázta.
A jelenlegi templom 1892-ből való. A benne található ezüst a brit kormány ajándéka, hálából az 1847-ben itt hajótörést szenvedett Marwood mentési munkálataiban való részvételért.

## Népesség
| Év              | Lakosság |
| --------------- | -------- |
| 1986. január 1. | 277      |
| 1991. január 1. | 300      |
| 1996. január 1. | 307      |
| 2001. január 1. | 322      |
| 2006. január 1. | 346      |

## Közlekedés
Viðareiðit út köti össze a sziget másik településével, Hvannasunddal és rajta keresztül Klaksvíkkal. Itt van a végállomása a Klaksvík felé közlekedő 500-as buszjáratnak.

## Turizmus
A látogatóknak a Hotel Norð kínál szállást.